# Motya nigriscripta
Motya nigriscripta är en fjärilsart som beskrevs av Walker 1865. Motya nigriscripta ingår i släktet Motya och familjen trågspinnare. Inga underarter finns listade i Catalogue of Life.